# Kotlina Szczercowska
Kotlina Szczercowska (318.23) – region geograficzny o krajobrazie równinnym położony w środkowej Polsce, w okolicy Bełchatowa, w południowo-wschodniej części Niziny Południowowielkopolskiej. Jest to kraina rolniczo-leśna rozłożona po obu stronach rzeki Widawki, z południowym skrawkiem wchodzącym w skład Bełchatowskiego Zagłębia Węgla Brunatnego. Stanowi mezoregion z indeksem 318.23 w regionalizacji fizycznogeograficznej Polski. Największe miejscowości Kotliny Szczercowskiej to wsie Szczerców i Widawa.

## Środowisko przyrodnicze
Region zajmuje obszar o powierzchni 604 km² pomiędzy Wysoczyzną Bełchatowską na południu i wschodzie, a Wysoczyzną Łaską na północy. Na zachodzie sąsiaduje z Międzyrzeczem Pysznej i Niecieczy, Wysoczyzną Złoczewską i Kotliną Sieradzką. Jest to kotlinowate zagłębienie, którego oś stanowi dolina Widawki przepływającej z południowego wschodu na północny zachód. Wysokości bezwzględne w centralnej części kotliny wynoszą 160–170 m.
Rzeźba terenu jest równinna z licznymi dolinami rzecznymi (Widawki, Niecieczy, Pilsi) oraz wydmami. W podłożu pojawiają się gleby rdzawe, płowe i czarnoziemy wykształcone na glinach, piaskach i żwirach pochodzenia rzeczno-lodowcowego. Kotlina wykształciła się prawdopodobnie na miejscu erozyjnego rozcięcia, przemodelowanego przez zlodowacenia plejstoceńskie, podczas których utworzyło się tu zastoisko. W zastoisku osadziły się iły warwowe, co obecnie skutkuje słabą przepuszczalnością gruntu.
Użytkowanie ziemi jest głównie rolnicze, choć duży udział w pokryciu (ok. 40% powierzchni) mają lasy. Występują tereny podmokłe, w tym torfowiska rozwinięte na wytopiskach. Północną część regionu zajmuje Park Krajobrazowy Międzyrzecza Warty i Widawki z torfowiskiem chronionym w rezerwacie „Korzeń”. Na południu funkcjonują Kopalnia Węgla Brunatnego „Bełchatów” oraz Elektrownia Bełchatów. Przemysł górniczo-energetyczny spowodował negatywne zmiany w środowisku, m.in. zaistniał lej depresyjny, co spowodowało konsumpcyjny niedobór wody w okolicy.

## Różnice w podziałach geograficznych

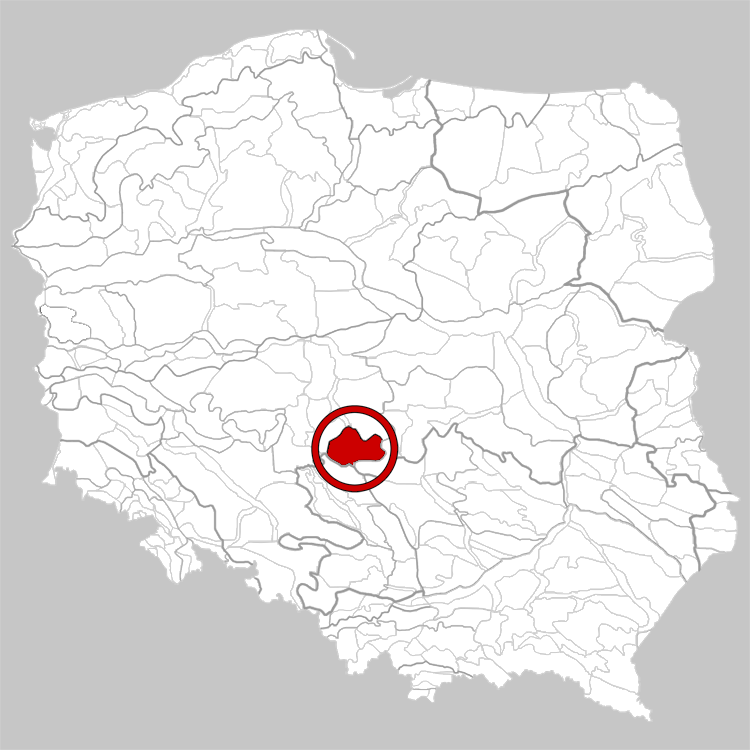
Obszar Kotliny Szczercowskiej wg regionalizacji J. Kondrackiego z 1994 r.

Mezoregion Kotliny Szczercowskiej w regionalizacji fizycznogeograficznej Polski według Jerzego Kondrackiego zajmował przestrzeń ok. 1200 km², obejmując na zachodzie dolinę Warty z otoczeniem. W ramach wieloautorskiej aktualizacji tego podziału z 2018 roku, wspomniany zachodni fragment z doliną Warty został wydzielony jako odrębny mezoregion – Międzyrzecze Pysznej i Niecieczy. Tym samym terytorium Kotliny Szczercowskiej zmniejszyło się o połowę.
Nowej regionalizacji dokonano na podstawie ustaleń Anny Majchrowskiej i Elżbiety Papińskiej. Badaczki te analizując ukształtowanie terenu wskazały na gęstszą sieć dolin rzecznych oraz większe skupiska zaklęsłości wytopiskowych i wydm w obrębie Kotliny Szczercowskiej (w jej zawężonych granicach), aniżeli w Międzyrzeczu Pysznej i Niecieczy. Ten drugi mezoregion charakteryzuje słabiej rozgałęziona sieć rzeczna i bardziej rozległe formy międzydolinne, a dodatkowo pojawia się tutaj większe nagromadzenie pagórków kemowych.
Anna Majchrowska i Elżbieta Papińska w swoich pracach regionalizacyjnych nawiązały do opracowania Henryka Gawlika, który zdefiniował Kotlinę Szczercowską jako region składający się z sześciu subregionów – Bramy Zarzeckiej, Równiny Broszęcińskiej, Równiny Szczercowskiej, Równiny Widawskiej, Pagórków Osisko-Strzyżewskich oraz Pagórków Sarnowsko-Ochleńskich.